# Thecla eurytulus
Thecla eurytulus är en fjärilsart som beskrevs av Jacob Hübner 1819. Thecla eurytulus ingår i släktet Thecla och familjen juvelvingar. Inga underarter finns listade i Catalogue of Life.